# Styrsvik och Norrsunda
Styrsvik och Norrsunda är en av SCB avgränsad och namnsatt småort i Värmdö kommun. Småorten omfattar bebyggelse på västra sidan av Runmarö.